# Municipio de Aplin
El municipio de Aplin (en inglés: Aplin Township) es un municipio ubicado en el condado de Perry en el estado estadounidense de Arkansas. En el año 2010 tenía una población de 231 habitantes y una densidad poblacional de 2,46 personas por km².

## Geografía
El municipio de Aplin se encuentra ubicado en las coordenadas 34°57′49″N 92°58′13″O / 34.96361, -92.97028. Según la Oficina del Censo de los Estados Unidos, el municipio tiene una superficie total de 94 km², de la cual 93,14 km² corresponden a tierra firme y (0,91 %) 0,86 km² es agua.

## Demografía
Según el censo de 2010, había 231 personas residiendo en el municipio de Aplin. La densidad de población era de 2,46 hab./km². De los 231 habitantes, el municipio de Aplin estaba compuesto por el 96,54 % blancos, el 0,43 % eran amerindios, el 1,73 % eran de otras razas y el 1,3 % eran de una mezcla de razas. Del total de la población el 2,16 % eran hispanos o latinos de cualquier raza.